# Stephanauge tuberculata
Stephanauge tuberculata is een zeeanemonensoort uit de familie Hormathiidae.
Stephanauge tuberculata is voor het eerst wetenschappelijk beschreven door Hertwig in 1882.